# Estatge subalpí

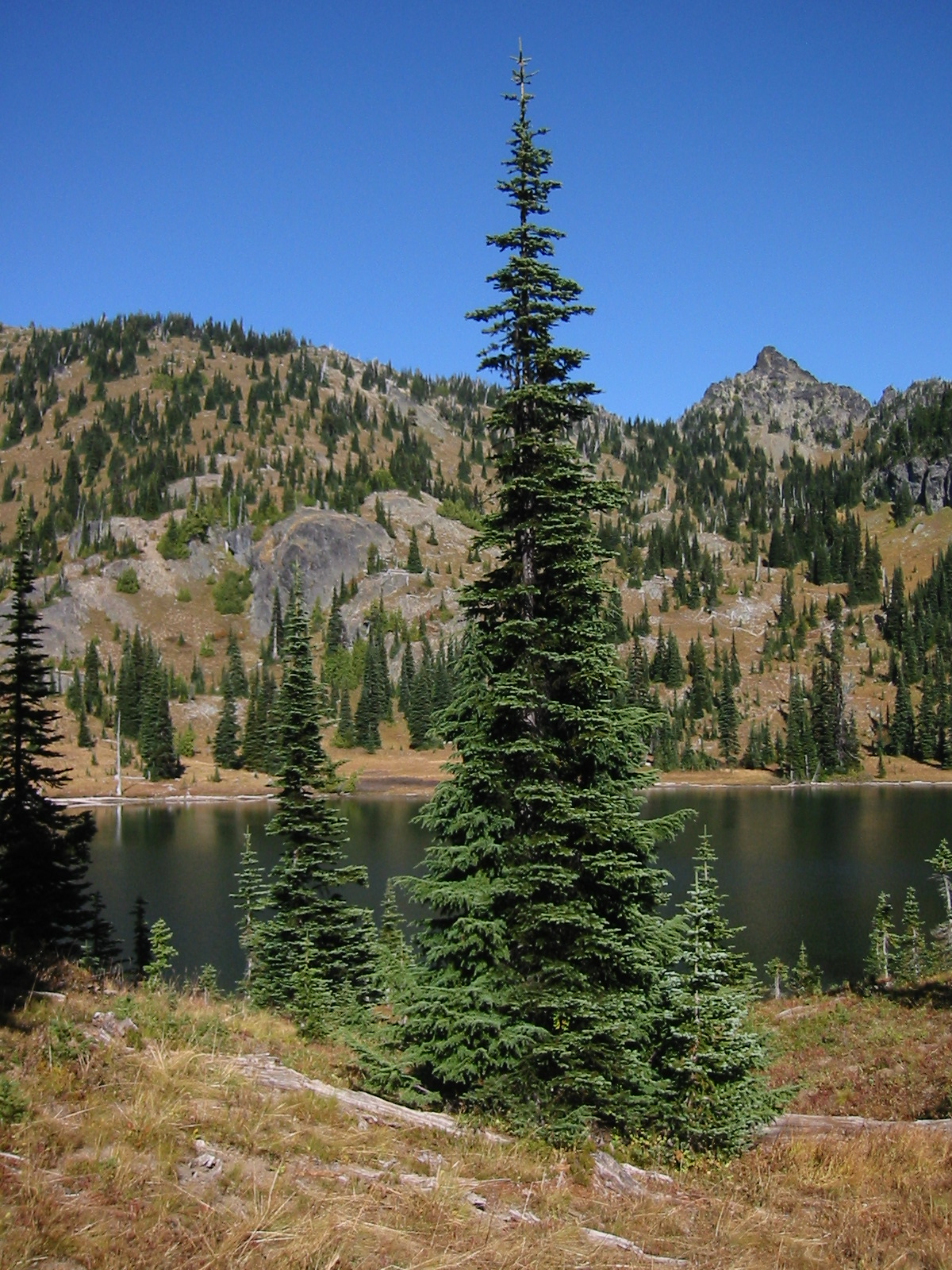
Típic paisatge de l'estatge subalpí (Mount Rainier National Park, Washington, Estats Units).

L'estatge subalpí és una zona altitudinal de vegetació que està situada entre 1600 i 2300 m aproximadament i es caracteritza per la presència de boscos naturals de coníferes, semblants en certa manera als grans boscos subàrtics que són presents al nord d'Europa, de la Sibèria i d'Amèrica i que formen l'immens domini de la taigà. És un estatge climàtic que va precedit per l'estatge montà i seguit de l'estatge alpí.
Les formacions vegetals d'aquest estatge estan constituïdes, en la seua major part, de pinedes de pi negre i avetoses (boscs d'avets).
El pi negre, amb la seua capçada fosca i atapeïda, es pot trobar en solells i obacs, i cal considerar-lo com l'arbre que puja a més altitud (en alguns indrets d'Andorra i de la Cerdanya ultrapassa, fins i tot, els 2300 m).
En alguns vessants obacs i relativament humits de les muntanyes pirinenques es fan avetoses, però cobreixen una àrea molt minsa (llevat de la Vall d'Aran, on formen una faixa gairebé contínua).